# Roberto Piazza
Roberto Piazza (Santa Fe, Argentina, 16 de mayo de 1959), nacido Roberto Mario Victorio Pezzone Piazza Foradini, es un diseñador de moda, actor, cantante y escritor ítalo-argentino.

## Biografía
De ascendencia italiana, nació en Santa Fe, Argentina, en 1959. Recién había pasado la adolescencia cuando ya presentaba sus primeros diseños con la orientación "Gitano Look" en el Centro Español de Santa Fe. Su entrenamiento en el taller familiar y sus estudios en Bellas Artes hacen que se traslade a Buenos Aires. En 1985 inaugura su Maison de Alta Costura en la zona de Belgrano. A partir de allí se inicia su exitosa carrera en Buenos Aires donde se lo consideraba el creador más joven de la alta costura de la Argentina.
Desde 1991 se dedica a la enseñanza, formando en 1997 el Instituto Superior de Diseño y Belleza Integral, que cuenta hoy con varias filiales en todo el país. El nivel de enseñanza le permitió acceder en 1998 a que la Secretaría de Cultura de la Presidencia de la Nación lo considerara de Interés Cultural.
A fines de 2004, su programa de televisión Roberto Piazza presenta, fue galardonado con el premio Martín Fierro al mejor programa femenino de televisión por cable. Este logro llegó después de dos nominaciones en años anteriores.
En 2008 realizó el lanzamiento de su primer libro, Corte y confesión, un relato autobiográfico.
En el 2011 trabaja en un episodio de Decisiones de vida por TV Pública, protagonizada por las primeras actrices Nora Cárpena y Virginia Lago.
El 13 de abril de 2021 fue internado en terapia intensiva en la clínica Trinidad de Buenos Aires, luego de llegar desde España, donde habría sufrido un accidente, para realizar un tratamiento médico.
En mayo de 2025, se celebró un evento de moda en homenaje a los 50 años de carrera de Roberto Piazza en Señor Tango en Buenos Aires, al que asistió el presidente de Argentina, Javier Milei, y que contó con la participación de artistas argentinos como María Entraigues, Raúl Lavié y Patricia Sosa.

## Vida personal

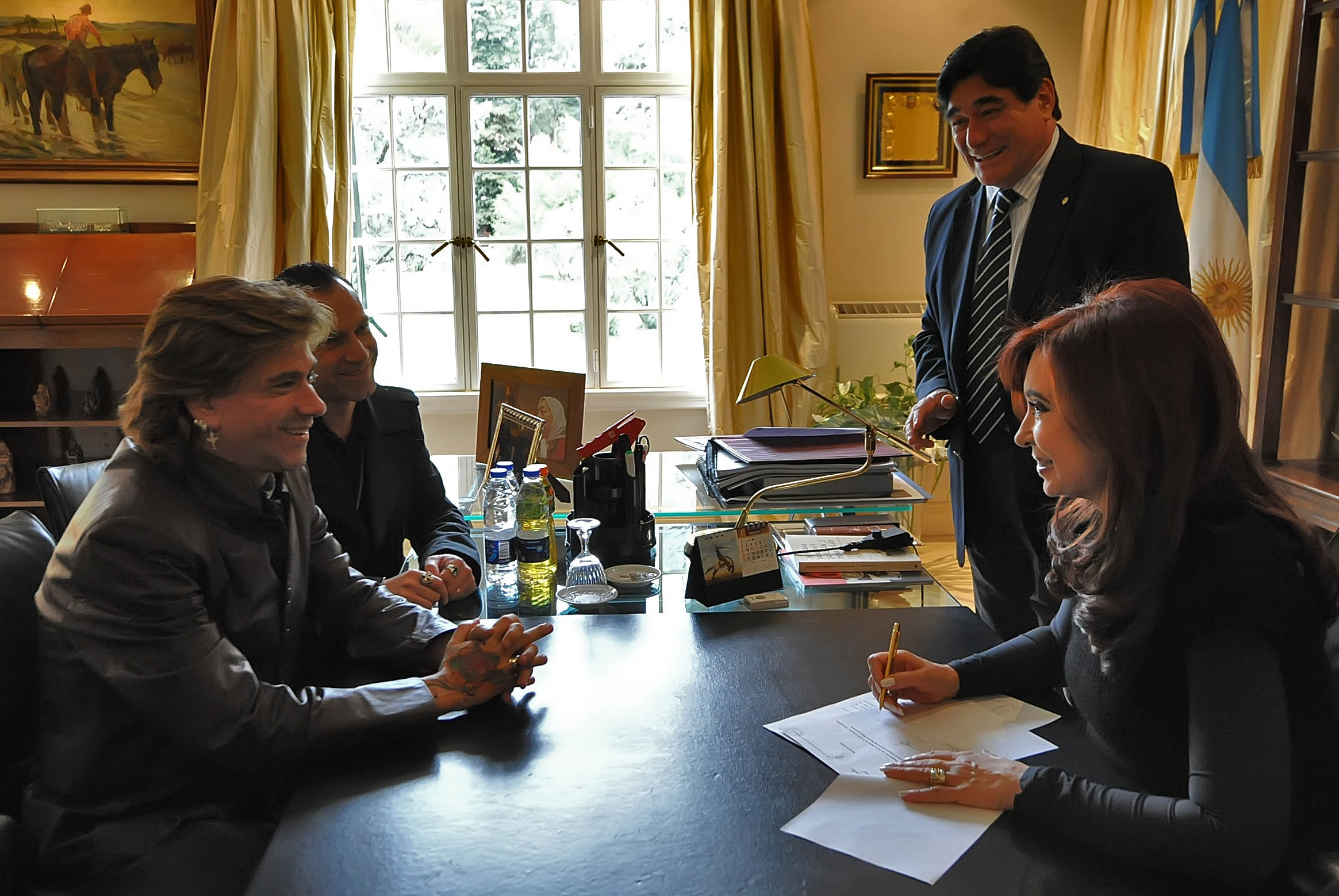
Piazza con la entonces presidenta Cristina Fernández de Kirchner, con motivo de la promulgación de la Ley Piazza, 2011.

Sufrió abuso sexual de parte de su hermano durante su infancia, situación que lo condujo a ayudar a su sobrino, quien fuera víctima de la misma persona. A raíz de este hecho, impulsó la modificación de una ley penal argentina, para que se considere imprescriptibles a los delitos sexuales, a fin de que los menores abusados puedan, ya mayores, denunciar a sus abusadores y estos ser juzgados aunque el tiempo ya haya pasado. Dicha ley es conocida como Ley Piazza. Además dirige una fundación en la cual ayuda a personas que han padecido abuso.
Durante algunos años recibió atención de la prensa local por sus enérgicas declaraciones, debido principalmente a los robos que sufrió. En una ocasión en septiembre de 2009, según sus declaraciones, intentaron violarlo.
Está casado con Walter Vázquez, con quien contrajo unión civil en 2008, casamiento legal en 2010 y renovó sus votos en Estados Unidos en 2018. Desde ese mismo año reside en Madrid.

## Televisión
- 2011: Decisiones de vida, ep. Alta costura: Ley Piazza.

## Diseños
- 1988: Tango Argentino
- 1989: Imperio Romano
- 1990: Latinoamérica
- 1991: Pasión
- 1992: La Vida
- 1993: Mujer y Hombre
- 1995: Mujer de Oro
- 1996: Los Amores de Venus
- 1997: Los Pecados de Piazza
- 1998: La Vida y la Muerte
- 1999: Ángeles en el Infierno
- 2000: Amor de Mujer
- 2001: La Luna y las Estrellas
- 2002: Las Románticas Aves
- 2003: El Alma
- 2004: Noche Mágica
- 2005: Glamour de Ángeles
- 2006: Celebración
- 2007: Divas
- 2008: Diosas
- 2011: Reynas y Princesas (presentado en El desfile del Show)
- 2012: Ave Fénix
- 2013: Eva, la Mujer Flor
- 2014: Piazza
- 2015: Arte, Fantasía y Tango
- 2016: Hollywood en Buenos Aires
- 2017: Simplemente Piazza
- 2018: Rosas sin Espinas

## Libros
- 2008, Corte y confesión, libro autobiográfico. Buenos Aires, Editorial Planeta. Nueva Edición Corregida, Editorial Planeta, 2009.
- 2010, Reversible, Buenos Aires, Editorial Planeta.

## Discografía
- 2013: Apasionado